# Asian Lesbian Network
L'Asian Lesbian Network a été créé en mars 1986 lors de la conférence de l'International Lesbian Information Service (ILIS) à Genève, en Suisse, où des lesbiennes du Bangladesh, de l'Inde, des États-Unis, du Japon et de la Thaïlande ont organisé des ateliers pendant les conférences.
Le réseau a depuis accueilli quatre conférences internationales. La première, organisée par Anjaree, un groupe lesbien de Bangkok, en Thaïlande, a eu lieu à Bangkok en 1990. La deuxième conférence a eu lieu à Tokyo, au Japon en mai 1992, et a été organisée par la branche japonaise du réseau.
La troisième conférence a eu lieu à Wulai, Taipei en août 1995, et la quatrième a eu lieu à Quezon City, Philippines en 1998.
Le réseau, qui publie le bulletin du Asian Lesbian Network, est destiné à fournir des opportunités de réseautage aux lesbiennes asiatiques du monde entier, ainsi qu'à contribuer à une sensibilisation accrue aux lesbiennes asiatiques, à leur vie et à leurs problèmes.